# Tampilisan
Tampilisan é um município de  quarta classe de renda municipal (d) na província Zamboanga do Norte, nas Filipinas. De acordo com o censo de 1 de maio  de  2020 possui uma população de 24 680 pessoas e 6 460 domicílios.